# Conopsis acuta
Conopsis acuta är en ormart som beskrevs av Cope 1886. Conopsis acuta ingår i släktet Conopsis och familjen snokar. Inga underarter finns listade i Catalogue of Life.
Arten förekommer i södra Mexiko i bergstrakter mellan 1800 och 2600 meter över havet. Honor föder levande ungar (vivipari).